# Julien Bayou
Julien Bayou (ur. 11 czerwca 1980 w Paryżu) – francuski polityk i samorządowiec, od 2020 do 2022 przewodniczący ugrupowania Europa Ekologia – Zieloni (EÉLV).

## Życiorys
Pochodzi z rodziny o tradycjach politycznych. Jego dziadek Raoul Bayou był deputowanym z ramienia socjalistów. Jego matka działała w środowiskach maoistowskich. Uczył się w Lycée Turgot, studiował ekonomię w Instytucie Nauk Politycznych w Strasburgu, kształcił się również w Instytucie Nauk Politycznych w Paryżu. Ukończył też prawo w formie kursów korespondencyjnych, po czym zdał egzamin adwokacki. Pracował jako kierownik projektu w organizacji pozarządowej, a także w administracji rządowej i w UNESCO.
Był założycielem skupiającej i działającej na rzecz obrony stażystów organizacji „Génération Précaire” oraz grupy „Jeudi Noir”, sprzeciwiającej się rosnącym stawkom za wynajem mieszkań i zajmującej puste budynki. Związał się z ekologicznym ugrupowaniem EÉLV. W 2010 zasiadł z jego ramienia w radzie regionu Île-de-France, objął funkcję rzecznika prasowego tej formacji.
W listopadzie 2019 stanął na czele swojej partii jako jej sekretarz krajowy. Zastąpił na tym stanowisku Davida Cormanda. W 2021 bezskutecznie ubiegał się o prezydenturę regionu Île-de-France, został ponownie wówczas wybrany do rady regionalnej. W wyborach w 2022 z ramienia lewicowej koalicji uzyskał mandat posła do Zgromadzenia Narodowego.
We wrześniu 2022 ustąpił z funkcji lidera partii. Doszło do tego po upublicznieniu zarzutów znęcania się psychicznego nad partnerką, którym polityk zaprzeczył.